# Svenska mästerskapen i dressyr 2014
Svenska mästerskapen i dressyr 2014 arrangerades av Södertälje ridklubb på Ericsbergs slott mellan den 8 och 11 maj 2014. Tävlingen är den 64:e upplagan av Svenska mästerskapen i dressyr. Södertälje ridklubb fick med kort varsel ställa upp som arrangör av tävlingarna.

## Resultat
| Placering | Ryttare                  | Häst      | Klubb                            |
| --------- | ------------------------ | --------- | -------------------------------- |
| 1         | Patrik Kittel            | Toy Story | Tranås ridklubb                  |
| 2         | Jeanna Högberg           | Darcia VH | Sällskapet segersta sportryttare |
| 3         | Cecilia Andrén Dorselius | Lennox    | Flyinge hästsportklubb           |